# Пункт пропуска через государственную границу

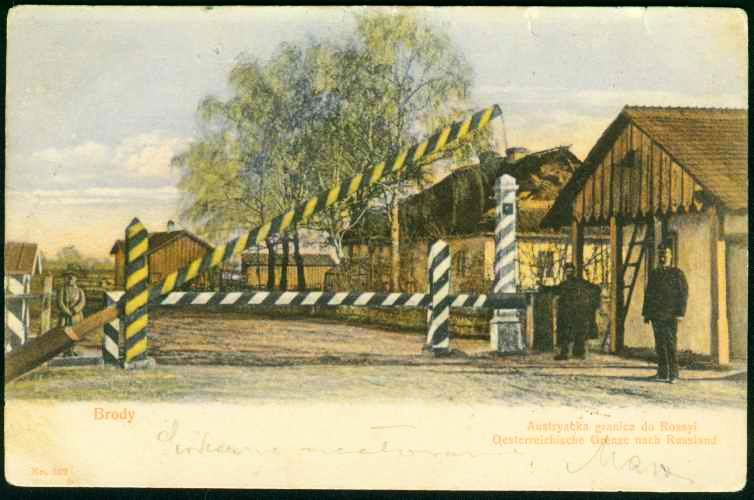
Государственная граница между Российской и Австро-Венгерской империями, 1905 год, пограничный переход город Броды.

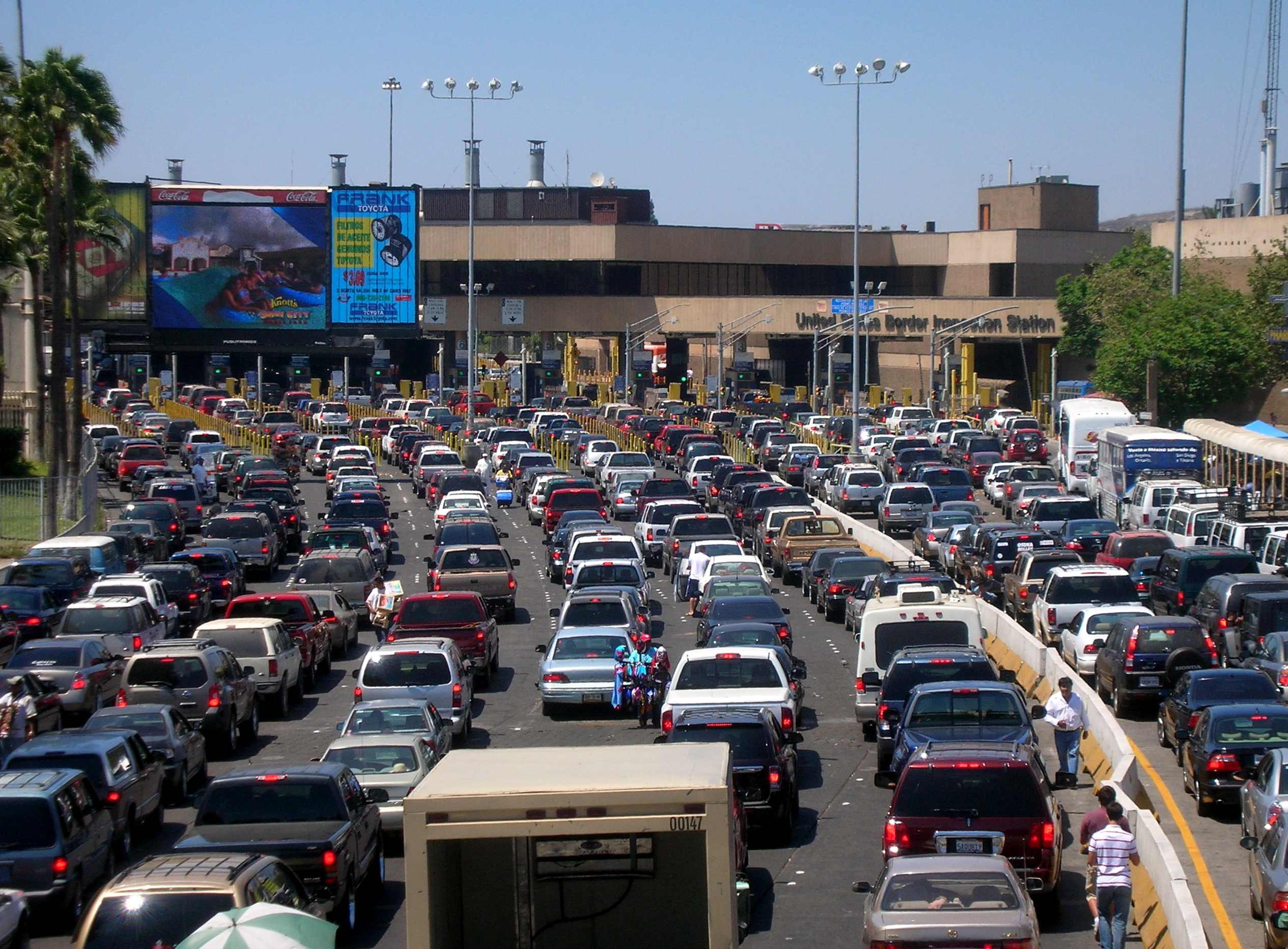
Автомобильный пункт пропуска через границу между Мексикой и США между городами Тихуана и Сан-Диего, самый оживленный в мире.

Пункт пропуска через государственную границу (пограничный переход, погранпереход) — специально оборудованный контрольно-пропускной пункт, через который осуществляется пропуск через государственную границу людей, транспортных средств и товаров.

## Классификация пунктов пропуска

### По виду сообщения (виду транспорта)
- автомобильные
- железнодорожные
- воздушные
- морские (речные, озёрные)
- смешанные (несколько пунктов пропуска Россия—Китай на Амуре: летом — речное сообщение, зимой — автомобильное по замёрзшим рекам)
- пешеходные

Воздушные, морские, озёрные и речные пункты пропуска отличаются от прочих тем, что они оборудуются не непосредственно на границе, а в аэропортах и морских, озерных и речных портах соответственно.

### По характеру международного сообщения
- пассажирские
- грузовые
- грузопассажирские

### По режиму работы
- постоянные
- временные
- сезонные
- работающие на нерегулярной основе

Некоторые пункты пропуска есть в международных соглашениях Российской Федерации с сопредельными государствами, но существуют только «на бумаге».

### По гражданству/государственной принадлежности пересекающих границу лиц/грузов

#### Многосторонние (в просторечии «Международные»)
В многосторонних пунктах пропуска пересечения границы лицами независимо от их гражданства (подданства), а также транспортных средств и грузов независимо от их государственной принадлежности.
Как правило пункты пропуска с интенсивным движением транспорта имеют статус многосторонних.
Многосторонние пункты пропуска в просторечии часто ошибочно именуют «международные», что не верно, так как двусторонние пункты пропуска это уже международные.

#### Двусторонние (межгосударственные)
Двусторонние пункты пропуска предназначены для граждан (жителей), транспортных средств и грузов только сопредельных государств.
Двусторонние пункты пропуска были образованы в период распада СССР, дабы сохранить хозяйственные связи, облегчить пересечение границы людям из семей, оказавшихся по разные стороны и т. п.
Как правило двусторонние пункты пропуска — это автомобильные пункты пропуска. В таком случае их называют ДАПП — двусторонний автомобильный пункт пропуска.
В таких пунктах пропуска может устанавливаться упрощённый режим проверки. Тогда пункт называют ДАПП(У) или ПУП — пункт упрощённого пропуска.

#### Местные
Местные (пункты упрощенного пропуска) предназначены для пропуска через границу граждан с пропиской в местных приграничных регионах и обустраиваются, как правило, вдали от международных трасс и дорог с интенсивным движением, чтобы не допускать разрыва связи между населенными пунктами по разные стороны границы. Обычно такие пункты работают не круглосуточно, а только в определенное время или даже в определенные дни недели. Пересечение границы на таком пункте не отмечается в паспорте и не считается выездом за границу.

## Виды контроля в пунктах пропуска
- пограничный контроль
- таможенный контроль
- санитарно-карантинный
- карантинный фитосанитарный
- ветеринарный контроль

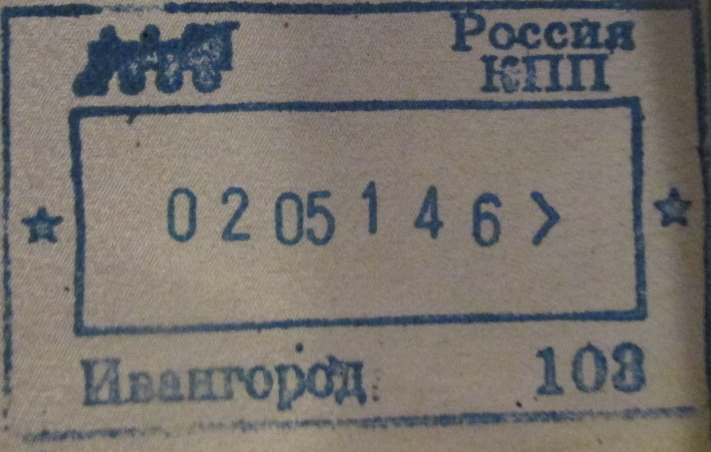
Штамп российского погранконтроля

- транспортный контроль (возложен на таможенные органы)
- контроль за исполнением владельцами транспортных средств установленной законом обязанности по страхованию своей гражданской ответственности (возложен на таможенные органы).

## Пункты пропуска через государственную границу Российской Федерации
Согласно данным Федерального агентства по обустройству государственной границы Российской Федерации, по состоянию на 06.11.2014 г. в Российской Федерации было 388 пунктов пропуска, в том числе:
- автомобильные — 150
- железнодорожные — 69
- воздушные — 82
- морские — 70
- смешанные — 10
- речные — 5
- озерные — 1
- пешеходные — 1

## Галерея

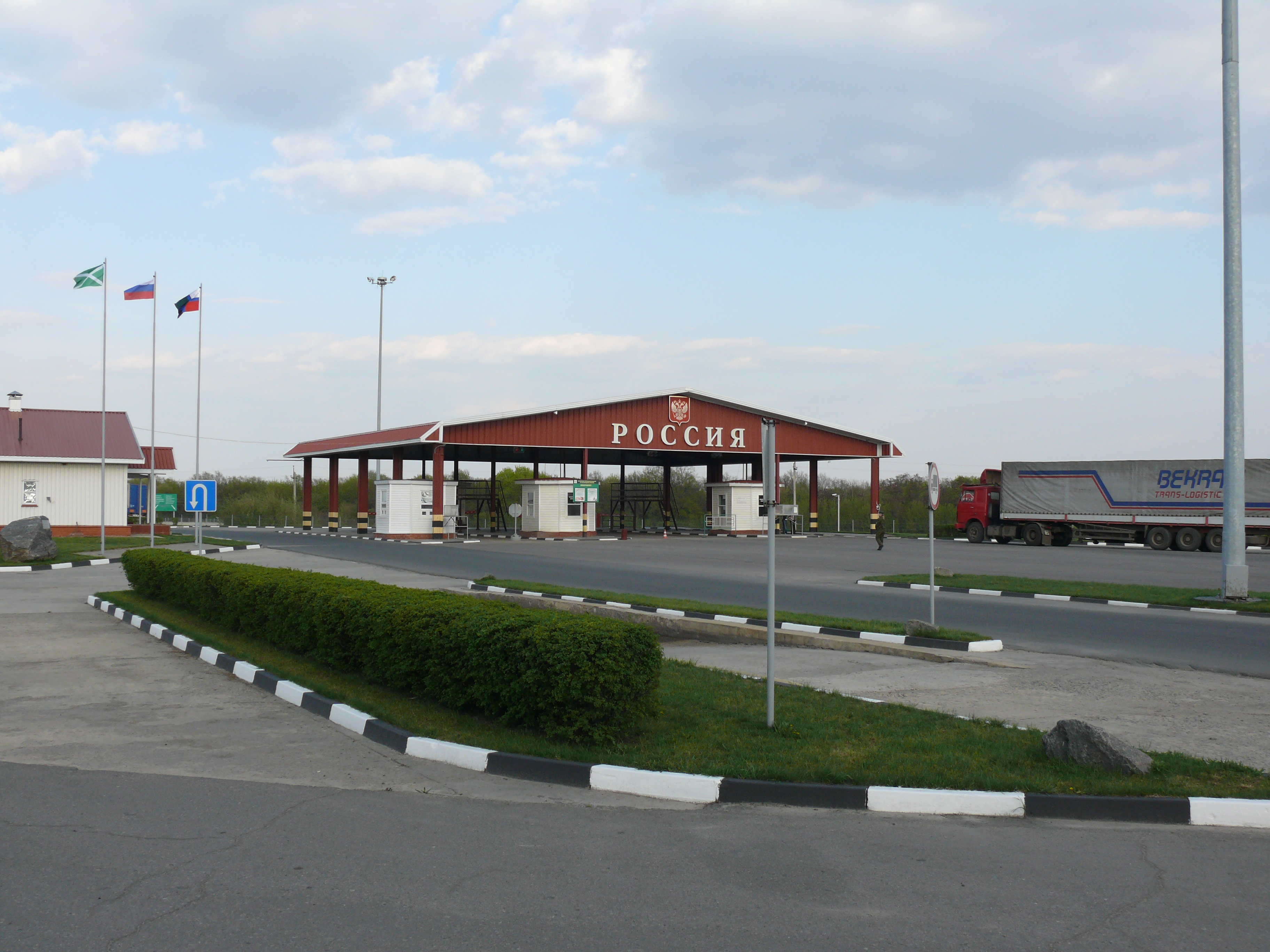
Российский пункт пропуска «Нехотеевка» (Белгородская область), с украинской стороны — Гоптовка (Харьковская область).
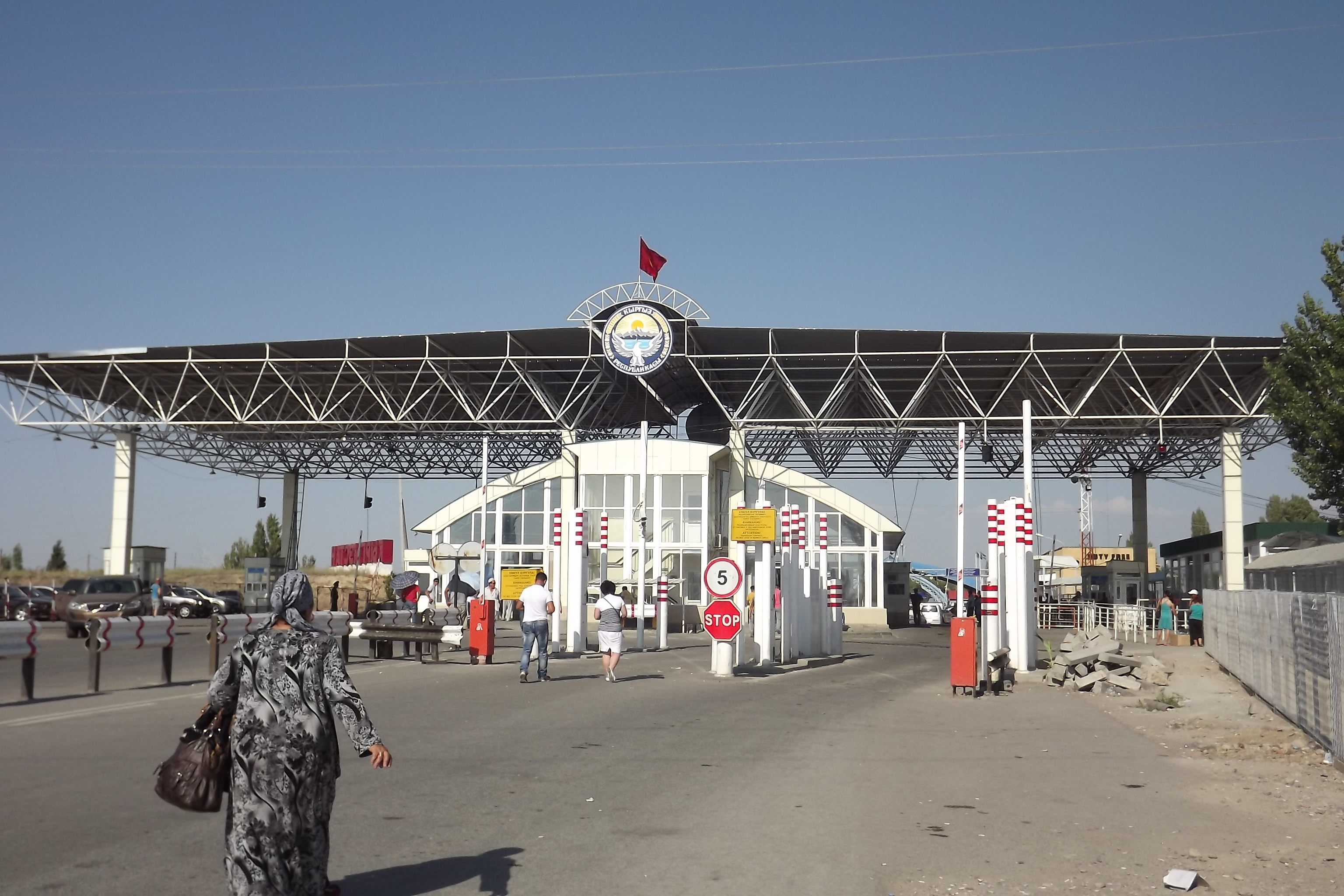
Киргизский пункт пропуска «Ак-Жол» на границе Киргизии (Чуйская область) и Казахстана (село Кордай).
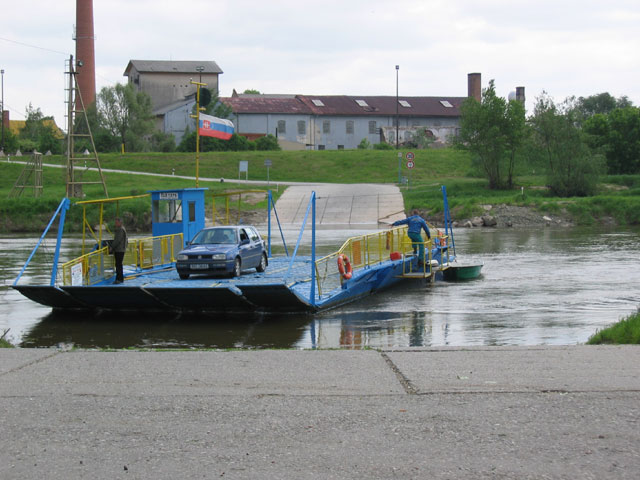
Паром через Мораву на границе Австрии и Словакии.
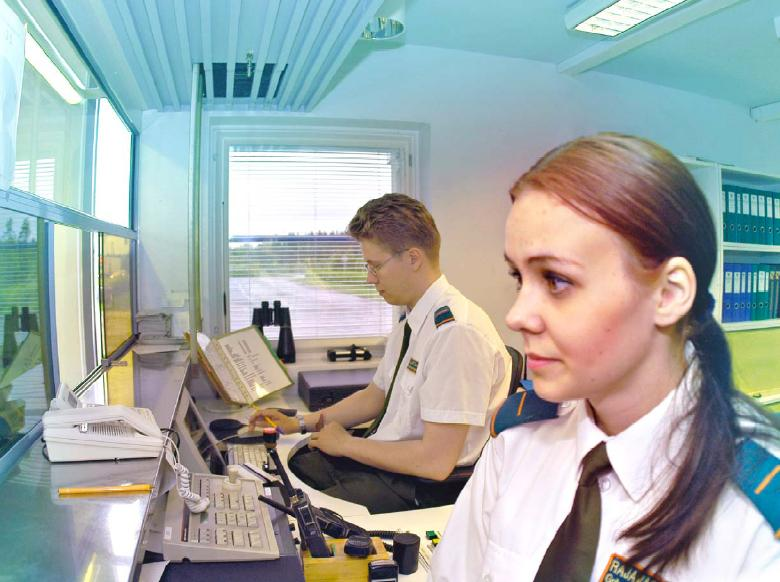
Сотрудники пограничной охраны Финляндии за работой (паспортный контроль)
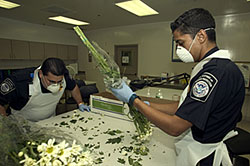
Фитосанитарный контроль в США